# Риекстиньш, Эдийс

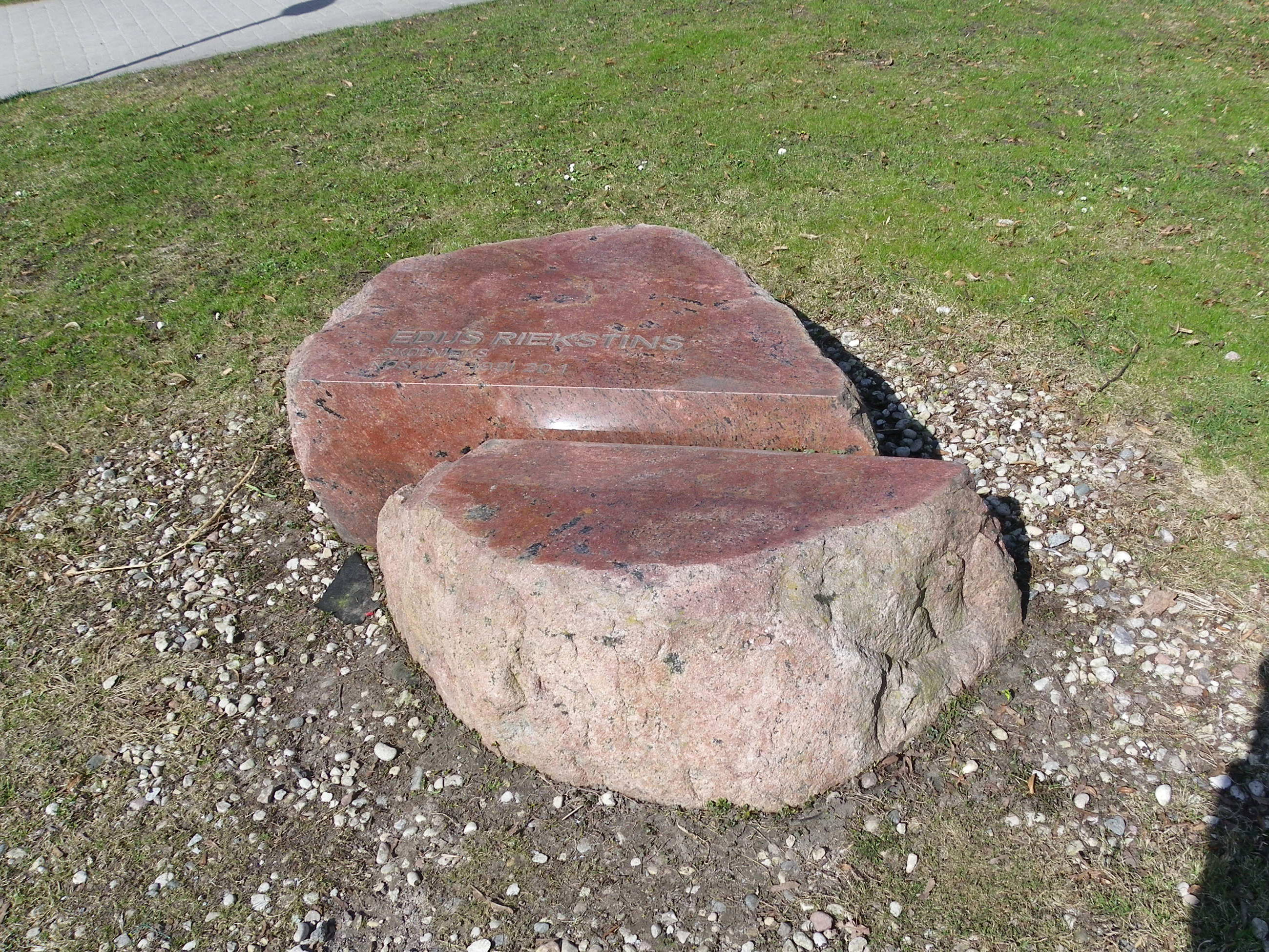
Памятный камень Э. Риекстиньшу в парке у Бастионной горки

Э́дийс Рие́кстиньш (латыш. Edijs Riekstiņš, 1972—1991) — латвийский подросток, одна из жертв баррикад 1991 года в Риге. Убит бойцами Рижского ОМОНа 20 января 1991 года.

## Биография
Родился в Риге; родители развелись, когда ему было пять лет. Учился в Рижской 65-й средней школе, после 8-го класса учёбу не продолжил. Занимался дзюдо, интересовался китайским и японским языком. По словам матери, вечером 20 января 1991 года Эдийс отправился в Старый город после того, как увидел прямой эфир по телевизору, где было показана обстановка в городе. Убит прямым попаданием возле здания МВД Латвии..
На берегу городского канала, между Бастионной горкой и бульваром Райня, установлен памятный камень Э. Риекстиньшу. Информацию о нём можно найти в музее баррикад 1991 года.

## Награды
В 2010 году Эдийс Риекстиньш в числе других жертв баррикад был награждён орденом Виестура высшей степени. Президент Валдис Затлерс передал орден родственникам Риекстиньша.